# Badmintonnationalmannschaft von Benin
Die Badmintonnationalmannschaft von Benin (französisch Équipe nationale Béninoise de badminton) repräsentiert Benin in internationalen Badmintonwettbewerben. Es gibt separate Nationalmannschaften für Junioren, Damen, Herren und gemischte Teams. Das Nationalteam repräsentiert die Federation Beninoise de Badminton.

## Wettbewerbe von Badminton Africa
Herrenteam
| Jahr | Resultat     |
| ---- | ------------ |
| 2022 | Gruppenphase |

Gemischtes Team
| Jahr | Resultat     |
| ---- | ------------ |
| 2019 | Gruppenphase |

## Nationalspieler
Herren
- Preferet Adomahou
- Carlos Charles Ahouangassi
- Oswald Ash Fano-Dosh
- Carlos Miguel Codjo Kpanou
- Tobiloba Oyewole
- Julien Wadoud Totin

Frauen
- Adjele Joeline Degbey
- Xena Arisa
- Pascaline Ludoskine Yeno Vitou
- Anna Akakpo
- Pernelle Fabossou
- Michelle Kpanou
- Hilary Fabossou
- Olougbemiga Atchade
- Flora Kpogbemabou